# Žabnica (Porabje)
Žabnica (nemško Krottendorf bei Neuhaus) je vas v Slovenskem Porabju na Gradiščanskem, nedaleč od nekdanjega maloobmejnega prehoda Sotina med Slovenijo in Avstrijo.